# Frank Kornet
Francis Milton «Frank» Kornet (Lexington, Kentucky, 27 de enero de 1967) es un exjugador de baloncesto estadounidense que jugó durante dos temporadas en la NBA, además de hacerlo en la liga italiana y en la CBA. Con 2,05 metros de estatura, lo hacía en la posición de ala-pívot.  Es el padre del actual jugador profesional Luke Kornet.

## Trayectoria deportiva

### Universidad
Jugó durante cuatro temporadas con los Commodores de la Universidad Vanderbilt en las que promedió 8,0 puntos y 4,4 rebotes por partido. Tras tres temporadas mediocres, en la última mejoró ostensiblemente, promediando 16,8 puntos y 7,1 rebotes, que le valieron para ser incluido en el mejor quinteto de la Southeastern Conference.

### Profesional
Fue elegido en la trigésima posición del Draft de la NBA de 1989 por Milwaukee Bucks, donde jugó dos temporadas, siendo uno de los hombres menos utilizados por su entrenador, Del Harris, jugando en un puesto, el de ala-pívot, que estaba bien cubierto por Jack Sikma, Fred Roberts o Greg Anderson. En su primera temporada, la mejor de las dos, promedió 2,0 puntos y 1,2 rebotes en los apenas poco más de 7 minutos que disputó por partido.
Tras no ser renovado, continuó su carrera en el Ticino Assicurazioni Siena de la liga italiana, donde se incorporó ya iniciada la temporada. Allí disputó 17 partidos, en los que promedió 16,9 puntos y 6,2 rebotes por partido. Al año siguiente intentó volver a la NBA, probando con los Indiana Pacers, quienes finalmente decidieron no hacerle ficha. Jugó una temporada en los Fort Wayne Fury de la CBA antes de regresar a Italia para fichar por el Panasonic Reggio Calabria, donde solo disputó 8 partidos, en los que promedió 10 puntos y 7,3 rebotes. Acabó su carrera jugando una temporada en los Rochester Renegades de la CBA.

## Estadísticas de su carrera en la NBA

### Temporada regular
| Año     | Equipo    | PJ | PT | MPP | %TC  | %3P  | %TL  | RPP | APP | ROB | TPP | PPP |
| ------- | --------- | -- | -- | --- | ---- | ---- | ---- | --- | --- | --- | --- | --- |
| 1989–90 | Milwaukee | 57 | 0  | 7.7 | .368 | .250 | .615 | 1.2 | 0.4 | 0.2 | 0.1 | 2.0 |
| 1990–91 | Milwaukee | 32 | 0  | 4.9 | .371 | .278 | .538 | 0.8 | 0.3 | 0.2 | 0.0 | 1.8 |
| Total   | Total     | 89 | 0  | 6.7 | .369 | .263 | .596 | 1.1 | 0.3 | 0.2 | 0.0 | 1.9 |

### Playoffs
| Año     | Equipo    | PJ | PT | MPP | %TC  | %3P  | %TL  | RPP | APP | ROB | TPP | PPP |
| ------- | --------- | -- | -- | --- | ---- | ---- | ---- | --- | --- | --- | --- | --- |
| 1989–90 | Milwaukee | 2  | 0  | 2.0 | .000 | .000 | .000 | 0.5 | 0.0 | 0.0 | 0.0 | 0.0 |
| Total   | Total     | 2  | 0  | 2.0 | .000 | .000 | .000 | 0.5 | 0.0 | 0.0 | 0.0 | 0.0 |